# 89 Julia
Julia /ˈdʒuːliə/ (định danh hành tinh vi hình: 89 Julia) là một tiểu hành tinh lớn ở vành đai chính. Tiểu hành tinh này do nhà thiên văn học người Pháp Édouard Stephan phát hiện ngày 6 tháng 8 năm 1866, và là tiểu hành tinh đầu trong số hai tiểu hành tinh do ông phát hiện (tiểu hành tinh thứ hai là 91 Aegina). Người ta tin rằng nó được đặt theo tên thánh nữ Julia của Corse. Một lần nó che khuất một ngôi sao đã được quan sát thấy ngày 20 tháng 12 năm 1985.